# Саламеа-ла-Реаль
Саламеа-ла-Реаль (ісп. Zalamea la Real) — муніципалітет в Іспанії, у складі автономної спільноти Андалусія, у провінції Уельва. Населення — 3407 осіб (2010).
Муніципалітет розташований на відстані близько 400 км на південний захід від Мадрида, 55 км на північний схід від Уельви.
На території муніципалітету розташовані такі населені пункти: (дані про населення за 2010 рік)
- Ель-Буїтрон: 73 особи
- Лас-Дельгадас: 34 особи
- Естасьйон-де-Буїтрон: 19 осіб
- Маріхента: 14 осіб
- Мембрільйо-Альто: 8 осіб
- Монте-Сорромеро: 6 осіб
- Ель-Посуело: 19 осіб
- Ель-Вільяр: 96 осіб
- Саламеа-ла-Реаль: 3138 осіб

## Демографія
Динаміка населення (INE ):